# Azərbaycan Dəmir Yolları
Azərbaycan Dəmir Yolları (en castellano: «Ferrocarriles de Azerbaiyán») es la empresa estatal de transporte ferroviario de Azerbaiyán. Fue creada en 1991, como una de las empresas sucesoras de Ferrocarriles Soviéticos, tras el colapso de la Unión Soviética. Las oficinas centrales de la compañía están en la capital, Bakú.

## Historia
La primera línea de ferrocarril en Azerbaiyán fue colocada en 1878 y fue inaugurado en 1880 en los suburbios fuera de Bakú. El ferrocarril tiene 176 estaciones, dos de los cuales Biləcəri (en Bakú) y Şirvan están completamente automatizadas, doce estaciones tienen contenedores con mecanismos adaptados y máquinas, y tres estaciones —Keşlə (en Bakú), Gəncə y Xirdalan— son capaces de suministrar contenedores altos de carga.

## Características
La red de 2 918 kilómetros y ancho de vía de 1.520 mm está electrificada a 3 kV CC. Hay 2 918 kilómetros de vías de ferrocarril de las cuales el 72% o 2 117 kilómetros son de vía única y un 28% u 815 kilómetros son pistas dobles. De la longitud total de la explotación de la ruta 43% o 1 272 kilómetros están electrificados. Alrededor del 38% de la longitud de las rutas de ferrocarril o 1 126 kilómetros están equipadas con bloques automáticos completos y el 16% o 479 kilómetros están equipados con despachadores centralizados.